# یلنا اوستاپنکو
 یلنا اوستاپنکو (انگلیسی: Jeļena Ostapenko؛ زادهٔ ۸ ژوئن ۱۹۹۷) یک تنیس‌باز اهل لتونی است.